# Guerschon Yabusele
Guerschon Yabusele (ur. 17 grudnia 1995 w Dreux) – francuski koszykarz, występujący na pozycji silnego skrzydłowego.
W 2013 zdobył brązowy medal podczas turnieju młodzieżowego Adidas Nations. Zaliczył też dwie edycje (2014, 2015) Eurocampu Adidasa.
10 lipca 2019 został zwolniony przez Boston Celtics.
16 sierpnia 2019 dołączył do chińskiego Nanjing Tongxi Monkey Kings.
25 lutego 2020 został zawodnikiem francuskiego ASVEL Lyon Villeurbanne Basket. 12 lipca 2021 zawarł umowę z hiszpańskim Realem Madryt.
W 2024 roku dołączył do zespołu NBA Philadelphi 76ers.

## Osiągnięcia
Stan na 12 sierpnia 2024, na podstawie, o ile nie zaznaczono inaczej.

### Drużynowe
- Mistrz Francji (2021)
- Zdobywca Pucharu Francji (2021)

### Indywidualne
- Uczestnik meczu gwiazd chińskiej ligi CBA (2017)

### Reprezentacja
Seniorska
- Wicemistrz olimpijski (2020)[7]
- Zaliczony do II składu turnieju koszykarskiego igrzysk olimpijskich (2024)[8]

Młodzieżowe
- Uczestnik mistrzostw Europy:
  - U–20 (2014 – 8. miejsce, 2015 – 4. miejsce)
  - U–18 (2013 – 7. miejsce)